# Sarah Noll
Sarah Noll (Paderborn, 5 ottobre 1991) è una bobbista tedesca.

## Palmarès

### Mondiali
- 1 medaglia:
  - 1 argento (gara a squadre a Sankt Moritz 2013).

### Mondiali juniores
- 1 medaglia:
  - 1 bronzo (bob a due a Winterberg 2014).

### Campionati tedeschi
- 4 medaglie:
  - 1 oro (bob a due a Winterberg 2014);
  - 1 argento (bob a due ad Altenberg 2013);
  - 2 bronzi (bob a due a Winterberg 2015[1]; bob a due a Schönau am Königssee 2017[2]).

### Circuiti minori

#### Coppa Europa
- 11 podi (tutti nel bob a due):
  - 3 vittorie;
  - 5 secondi posti;
  - 3 terzi posti.